# Abschnittsbefestigung Haag
Die Abschnittsbefestigung Haag ist eine abgegangene Abschnittsbefestigung zwischen den Weilern Mitterhaag und Niederhaag in der niederbayerischen Gemeinde Egglham im Landkreis Rottal-Inn. Die Anlage wird als Bodendenkmal unter der Aktennummer D-2-7444-0038 als „Befestigung vor- und frühgeschichtlicher Zeitstellung“ geführt.

## Beschreibung
Die fast quadratische Abschnittsbefestigung liegt 30 m oberhalb eines Zuflusses zum Aldersbach, einem linken Zufluss zur Rott. Sie ist 115 m (in Ost-West-Richtung) breit und 130 m (in Nord-Süd-Richtung) lang. Der bewaldete Innenraum besitzt einen Buckel, der sich in Ost-West-Richtung um 5 m erhebt; in Nord-Süd-Richtung fällt die Anlage um 7 m ab. Auf dem Urkataster von Bayern ist zu erkennen, dass die Anlage von allen Seiten durch einen Abfall gesichert war.